# Guillaume de la Jugié
Guillaume de la Jugié (ur. 1317 w Eyrein, zm. 28 kwietnia 1374 w Awinionie) – francuski kardynał okresu tzw. niewoli awiniońskiej.

## Życiorys
Był siostrzeńcem papieża Klemensa VI oraz kuzynem Grzegorza XI. Przeznaczony do stanu duchownego, w 1332 został kanonikiem kapituły w Rouen, a następnie archidiakonem kapituły w Paryżu. Ukończył studia prawnicze. 20 września 1342 jego wuj Klemens VI, wybrany kilka miesięcy wcześniej na papieża, mianował go kardynałem diakonem. Zaledwie 25-letni Guillaume przybył do Awinionu 12 października 1342, otrzymując czerwony kapelusz oraz kościół tytularny Santa Maria in Cosmedin. W 1345 otrzymał stanowisko archidiakona diecezji siedmiogrodzkiej na Węgrzech. W 1350 wraz z kardynałem Guy de Boulogne został wysłany do Neapolu, gdzie doprowadzili do pojednania królowej neapolitańskiej Joanny z jej krewnym, królem Węgier Ludwikiem I. W 1355 mediował z ramienia papieża Innocentego VI w konflikcie między Aragonią a Kastylią, doprowadzając do zawarcia rozejmu. Uczestniczył w konklawe 1352 i konklawe 1362. W latach 1352 do 1366 piastował urząd archiprezbitera bazyliki watykańskiej.
Od 1365 Guillaume jest poświadczony jako kardynał-protektor króla Ludwika Węgierskiego, będąc tym samym jednym z pierwszych udokumentowanych protektorów świeckich monarchii w kurii papieskiej. Był także pierwszym znanym protektorem zakonu krzyżackiego (od 1360). Krótko przed śmiercią został także protektorem zakonu franciszkanów. W 1361 stał się protodiakonem Świętego Kolegium, a 22 września 1368 przyjął święcenia kapłańskie i został kardynałem prezbiterem San Clemente. Brał udział w konklawe 1370. Zmarł w Awinionie w wieku 57 lat.
Jego młodszy brat Pierre de la Jugié (1319–1376), benedyktyn, został kardynałem w 1375 z nominacji Grzegorza XI.